# 直嘴吸蜜鸟属
直嘴吸蜜鸟属（学名：Timeliopsis）是吸蜜鸟科下的一个属。

## 下属物种
本属包括以下物种：
- Timeliopsis fulvigula (Schlegel, 1871)
- 灰喉直嘴吸蜜鸟 Timeliopsis griseigula (Schlegel, 1871)